# Heinrich Schönfeld
Heinrich Schönfeld (n. 3 august 1900, Cluj, Austro-Ungaria – d. 3 septembrie 1976, Toronto, Ontario, Canada) a fost un fotbalist austriac.